# همچو پروانه
همچو پروانه (کره‌ای: 나빌레라; لاتین‌نویسی اصلاح‌شده: Nabillera) یک مجموعهٔ تلویزیونی کره جنوبی سال ۲۰۲۱ با بازی پارک این-هوان، سونگ کانگ، نا مون هی، و هونگ سونگ-هی است. این مجموعه بر پایهٔ وب‌تون داوم با همین نام منتشر شده بین سالهای ۲۰۱۶ و ۲۰۱۷، به نویسندگی هون و تصویرگری جی-مین است. این مجموعه از ۲۲ مارس تا ۲۷ آوریل ۲۰۲۱ از تی‌وی‌ان پخش شد. همچنین برای استریم در نتفلیکس در دسترس است.

## بازیگران

### اصلی
- پارک این-هوان در نقش شیم دوک-چول

یک بازنشسته که به تازگی تولد ۷۰ سالگی خود را جشن گرفته‌است.
- سونگ کانگ در نقش لی چه-روک

یک بالرین ۲۳ ساله که با مشکلات مالی دست و پنجه نرم می‌کند و به همین خاطر به عنوان یک پاره وقت در یک کافه مشغول به کار است.
- نا مون هی در نقش چوی هه-نام

همسر شیم دوک-چول.
- هونگ سونگ-هی در نقش شیم اون-هو

نوه شیم دوک-چول.